# Tajemnica korespondencji
Ten artykuł należy dopracować:

przedstawiono sytuację tylko z polskiej perspektywy – artykuł powinien być przekrojowy.
Pomóż go poprawić. 
Tajemnica korespondencji (tajemnica komunikowania się) – termin prawniczy wprowadzony w Konstytucji RP:
- art. 49 Konstytucji RP: Zapewnia się wolność i ochronę tajemnicy komunikowania się. Ich ograniczenie może nastąpić jedynie w przypadkach określonych w ustawie i w sposób w niej określony.

Termin obejmuje dwie tajemnice:
- tajemnicę pocztową wynikającą z art. 41 ust. 1 ustawy Prawo pocztowe, obejmującą informacje przekazywane w przesyłkach pocztowych, informacje dotyczące realizowania przekazów pocztowych, dane dotyczące podmiotów korzystających z usług pocztowych oraz dane dotyczące faktu i okoliczności świadczenia usług pocztowych lub korzystania z tych usług.
- tajemnicę komunikacji elektronicznej wynikającą z art. 386 ust. 1 ustawy Prawo komunikacji elektronicznej, obejmującą:
  - dane dotyczące użytkownika
  - komunikat elektroniczny
  - dane transmisyjne, które oznaczają dane przetwarzane do celów przekazywania komunikatów elektronicznych w sieciach telekomunikacyjnych lub naliczania opłat za usługi komunikacji elektronicznej i mogą obejmować dane lokalizacyjne, które oznaczają wszelkie dane przetwarzane w sieci telekomunikacyjnej lub w ramach usług komunikacji elektronicznej wskazujące położenie geograficzne telekomunikacyjnego urządzenia końcowego użytkownika usług komunikacji elektronicznej
  - dane o lokalizacji, które oznaczają dane lokalizacyjne wykraczające poza dane niezbędne do transmisji komunikatu elektronicznego lub wystawienia rachunku
  - dane o próbach uzyskania połączenia między zakończeniami sieci, w tym dane o nieudanych próbach połączeń, oznaczających połączenia między telekomunikacyjnymi urządzeniami końcowymi lub zakończeniami sieci, które zostały zestawione i nie zostały odebrane przez użytkownika końcowego lub nastąpiło przerwanie zestawianych połączeń.

Wyjątki od nich dopuszcza się tylko w przypadkach przewidzianych ustawą.
Naruszenie tajemnicy korespondencji jest przestępstwem określonym w art. 267 Kodeksu karnego i ścigane jest w Polsce na wniosek pokrzywdzonego.

## Historia
Tajemnicę korespondencji wprowadziła ustawa nr LXX pt. "Bezpieczeństwo Listów" Sejmu Czeteroletniego w następującej treści:
Gdy Rzeczypospolitey naszey wiele na tym zależy, ażeby korrespondencye wszystkie, tak publiczne, iakoteż i partykularne, wiernie dochodziły rąk tych, do których przeznaczone; więc uznaiemy potrzebą, ażeby tak generalny pocztamt, iako też i wszystkie w krain naszym pocztamty, tudzież wszyscy officyalistowie na różnych mieyscach poczty dozorujący, tak ci, co teraz znayduią się w funkcyach, iakoteż i ci, którzy potym mieysca ich zastępować będą, Nam królowi i stanom seymuiącym teraz skonfederowanym przysięgę wierności przed naybliższym sądem ziemskim, czyli urzędem grodzkim wykonali, i wykonywali w tę rotę : "Ja NN. przysięgam Panu Bogu w Tróycy świętey iedy nemu, iako wszystkie publiczne i partykularne korrespondencye, zkądkolwiek i do kogokolwiek adressowane, wiernie, nienaruszenie, i w całości, żeby do rąk, do których przeznaczone będą dochodziły, pilnować będę; jako za żadną pobudką i jakimkolwiek względem nikomu cusdzych listów otwierać nie dopuszczę, iako, gdybym to przez kogokolwiek czynionym postrzegł, lub o Takich szkodliwych dla kraju układach wiedział, zwierzchność moię natychmiast ostrzegę i uwiadomię, jako we wszystkim Nayiaśnieyszemu Królowi Imci i stanom Rzlitey posłusznym i wiernym będę, tak mi Panie Boże dopomóż"